# Clux-Villeneuve
Clux-Villeneuve es una comuna nueva francesa situada en el departamento de Saona y Loira, de la región de Borgoña-Franco Condado.

## Historia
Fue creada el 1 de enero de 2015, en aplicación de una resolución del prefecto de Saona y Loira de 23 de septiembre de 2014 con la unión de las comunas de Clux y La Villeneuve, pasando a estar el ayuntamiento en la antigua comuna de Clux.

## Demografía
| Gráfica de evolución demográfica de Clux-Villeneuve entre 1800 y 2013 |
|                                                                       |

Los datos entre 1800 y 2013 son el resultado de sumar los parciales de las dos comunas que forman la nueva comuna de Clux-Villeneuve, cuyos datos se han cogido de 1800 a 1999, para las comunas de Clux y La Villeneuve de la página francesa EHESS/Cassini. Los demás datos se han cogido de la página del INSEE.

## Composición
| Comuna delegada | Código INSEE | Población (2013) | Superficie (km²) | Densidad (hab./km²) |
| --------------- | ------------ | ---------------- | ---------------- | ------------------- |
| Clux            | 71138        | 113              | 7.35             | 14                  |
| La Villeneuve   | 71578        | 217              | 7.35             | 30                  |